# 3 (cifra)
La cifra 3 è il segno generalmente utilizzato in matematica, o più in generale nella scrittura occidentale, per rappresentare il numero 3 o altri concetti da questo derivati, come accade, per esempio, nell'indicare il terzo elemento di un'elencazione.
La grafia odierna è molto dissimile da quella originariamente usata dai latini «III», è completamente di derivazione indo-arabica ed è sostanzialmente scritta, in ogni contesto allo stesso modo; ciò nonostante si rileva presso la maggior parte delle culture, specialmente antiche, ad utilizzare, per rappresentare il numero tre, lo stratagemma di affiancare tre stanghette eguali, secondo diversi orientamenti, anche se quello preminente è verticale.

## Evoluzione grafica
Il sistema più semplice e veloce per segnare il terzo elemento di una enumerazione, e senz'altro quello di aggiungere un terzo segno accanto a quelli già usati per segnare i primi due elementi, componendo di fatto una  rappresentazione del numero secondo uno schema additivo, 1 + 1 + 1 (e in effetti nella maggior parte si ottiene mediante triplicamento del simbolo che rappresenta l'uno); svariati esempi se ne possono rintracciare nelle pitture rupestri, e più recente nella numerazione romana.
Si registrano di rado rappresentazioni spontanee del genere di numeri superiori al 3, cioè rappresentati da un numero congruo di elementi distinti, in sistemi di numerazioni avanzati; pare, infatti, che oltre i tre elementi visivamente l'uomo faccia maggiore fatica a riconoscere immediatamente l'esatto cardinalità dell'insieme, ragione per cui in molti sistemi di numerazioni solo le cifre fino al 3 sembrano richiamare nella loro grafia qualcosa che anche visivamente ne richiami la quantità.

### Cifra indo-arabica
Similmente alle cifre 1 e 2, anche il 3 veniva in origine indicato con una serie di linee orizzontali parallele, ma a differenza di queste non subirono mai una sostanziale rotazione del loro orientamento. Subirono invece presso i Gupta, un tratto decisamente più curvilineo. presso i Nagari le linee acquistarono una maggiore inclinazione e la tendenza ad avere la parte finale congiunta a quella inferiore; successivamente, vuoi per una sempre maggiore stilizzazione del carattere, vuoi per un tentativo di velocizzarne la scritture le tre linee finirono per essere unite assieme in una forma molto simile a quella che conosciamo oggi.

## Grafie attuali
La grafia del « 3 » non è l'unica utilizzata nel mondo; un discreto numero di alfabeti — particolarmente delle lingue del sub continente indiano e del sud est asiatico  — utilizzano delle grafie differenti.
| Alfabeto   | Cifra | Alfabeto | Cifra | Alfabeto   | Cifra | Alfabeto | Cifra |
| ---------- | ----- | -------- | ----- | ---------- | ----- | -------- | ----- |
| Aramaico   | ፨     | Arabo    | ۳     | Bengalese  | ৩     | Birmano  | ၃     |
| Devanagari | ३     | Gujarati | ૩     | Gurmukhi   | ੩     | Kannada  | ೩     |
| Khmer      | ໓     | Latino   | 3     | Malayalam  | ൩     | Oriya    | ୩     |
| Tamil      | ௩     | Telugu   | ౩     | Tailandese | ๓     | Tibetano | ༣     |